# Алькончель
Алькончель (ісп. Alconchel) — муніципалітет в Іспанії, у складі автономної спільноти Естремадура, у провінції Бадахос. Населення — 1932 особи (2010).

## Географія
Муніципалітет розташований на португальсько-іспанському кордоні.
Муніципалітет розташований на відстані близько 340 км на південний захід від Мадрида, 13 км на захід від Бадахоса.

## Демографія
Динаміка населення (INE ):

## Галерея зображень

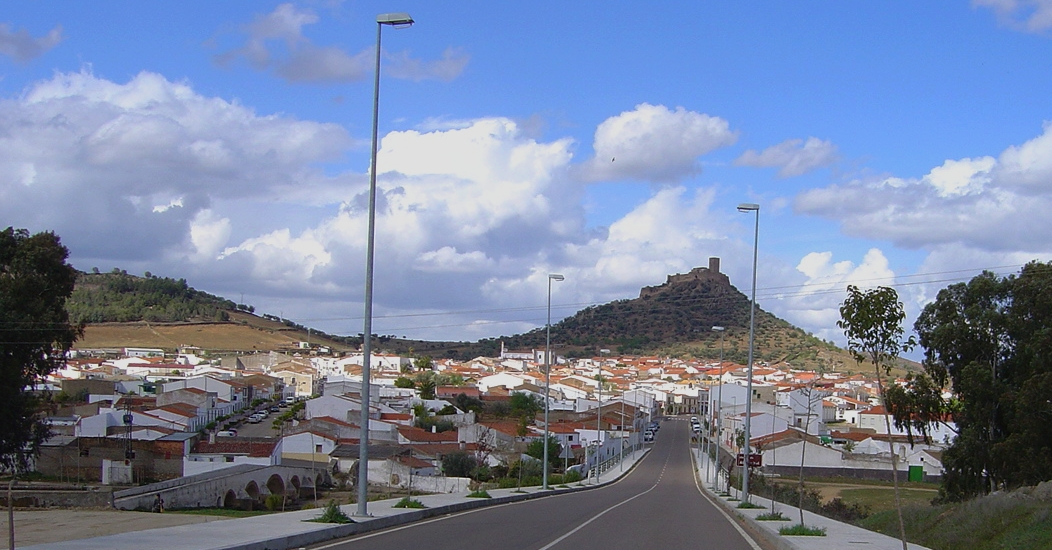
Алькончель, Естремадура